# Джошуа Тібатемва
Джошуа Тібатемва (10 вересня 1996) — угандійський плавець.
Учасник Олімпійських Ігор 2016 року.